# Stichopogon septemcinctus
Stichopogon septemcinctus är en tvåvingeart som beskrevs av Becker 1908. Stichopogon septemcinctus ingår i släktet Stichopogon och familjen rovflugor. Inga underarter finns listade i Catalogue of Life.